# NGC 4100
NGC 4100 је спирална галаксија у сазвежђу Велики медвед која се налази на NGC листи објеката дубоког неба.
Деклинација објекта је + 49° 34' 58" а ректасцензија 12h 6m 8,3s. Привидна величина (магнитуда) објекта NGC 4100 износи 11,1 а фотографска магнитуда 11,9. Налази се на удаљености од 22,166 милиона парсека од Сунца. NGC 4100 је још познат и под ознакама UGC 7095, MCG 8-22-68, CGCG 243-44, IRAS 12036+4951, PGC 38370.